# ヴィクトール・ラルー

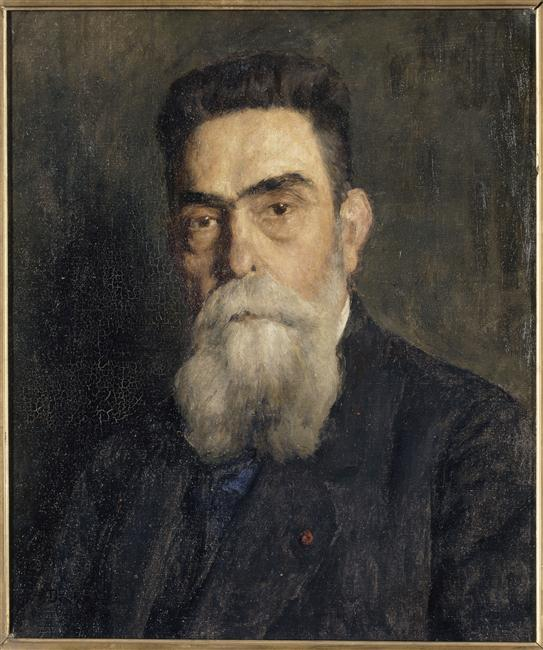
ヴィクトール・ラルー
(画)アドルフ・デシェノー

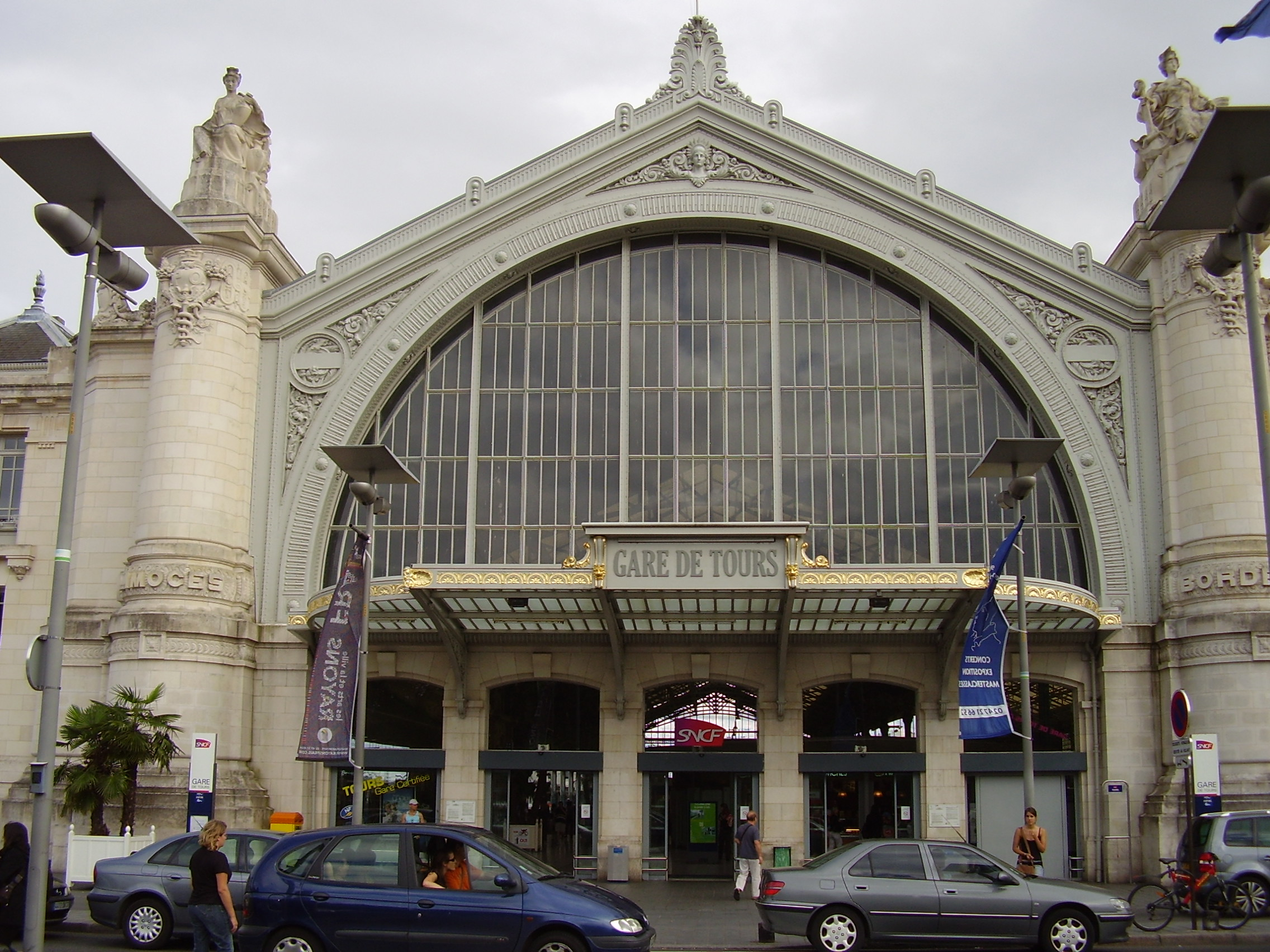
トゥール駅

ヴィクトール・ラルー（Victor Laloux, 1850年11月15日 - 1937年）は、フランスの建築家。19世紀末から20世紀初頭にかけて、華麗な様式建築を手がける。
1850年、フランス・トゥールに生まれる。エコール・デ・ボザールで学び、1878年、ローマ大賞。留学を終えて帰国後は生まれ故郷トゥールに戻り、この地で多くの建築を手かける。
1890年から1937年にかけて、アトリエ・パトロンをつとめ、後に美術アカデミー会員となる。20世紀初頭のアトリエでは、ラルーのものが最大規模であった。

## 主な作品
- サン・マルタン教会、トゥール、1904年
- トゥール駅、1898年
- トゥール市庁舎、1896年から1905年
- オルセー駅（現オルセー美術館）、パリ、1898年から1900年
- クレディ・リヨネ銀行、パリ、1913年
- ルーベ市庁舎
- キャトル・セブタンブル街棟